# Ercegovci
Ercegovci is een plaats in de gemeente Dicmo in de Kroatische provincie Split-Dalmatië. De plaats telt 145 inwoners (2001).